# Колонія Новий Південний Уельс
Колонія Новий Південний Уельс (англ. Colony of New South Wales) — колонія Британської імперії у 1788—1901 роках. Зі здобуттям британськими колоніями в Австралії самостійності з 1 січня 1901 року стала штатом у складі федеративної Австралійської співдружності (англ. Commonwealth of Australia). Найбільша територія Колонії включала сучасні австралійські штати Новий Південний Уельс, Квінсленд, Вікторія, Тасманія та Південна Австралія, а також Північну територію та Нову Зеландію. 6 червня 1856 року був сформований перший «відповідальний» самоврядний уряд Нового Південного Уельсу — сер Стюарт Дональдсон прийняв пропозицію губернатора сера Вільяма Денисона стати Прем'єром і обійняв посади прем'єр-міністра та колоніального секретаря.

## Історія

Зміни території Нового Південного Уельсу.

13 травня 1787 року Перший флот, очолюваний капітаном Артуром Філіпом, відплив у бік Австралії.
18 січня 1788 року засноване перше в австралійській історії англійське поселення засуджених, яке отримало назву Сідней на честь тодішнього міністра колоній Великої Британії. Першим губернатором нового поселення від часу прибуття на австралійську землю й до 1792 року став капітан Артур Філіп.

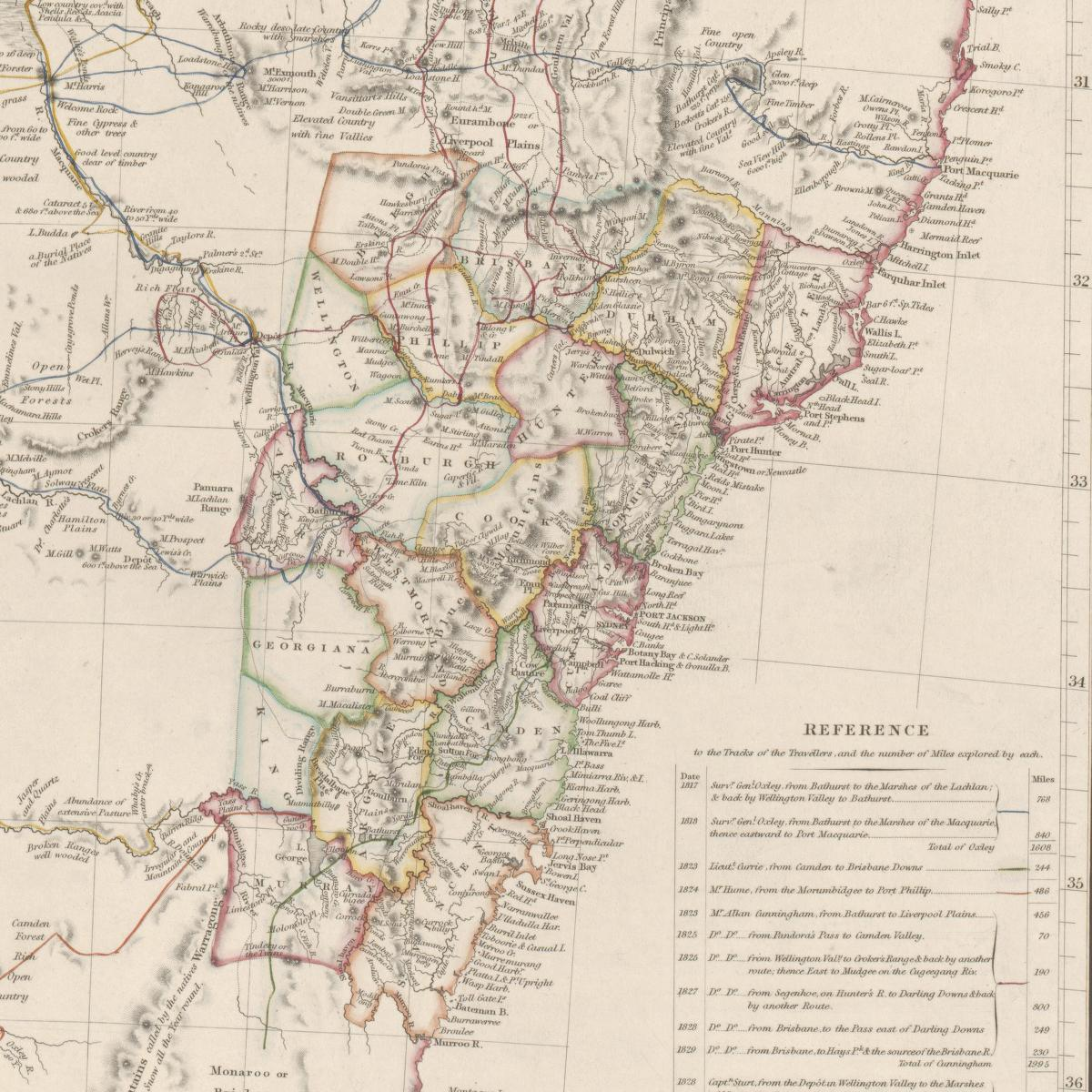
Дев'ятнадцять округів, Новий Південний Уельс. 1832 рік.
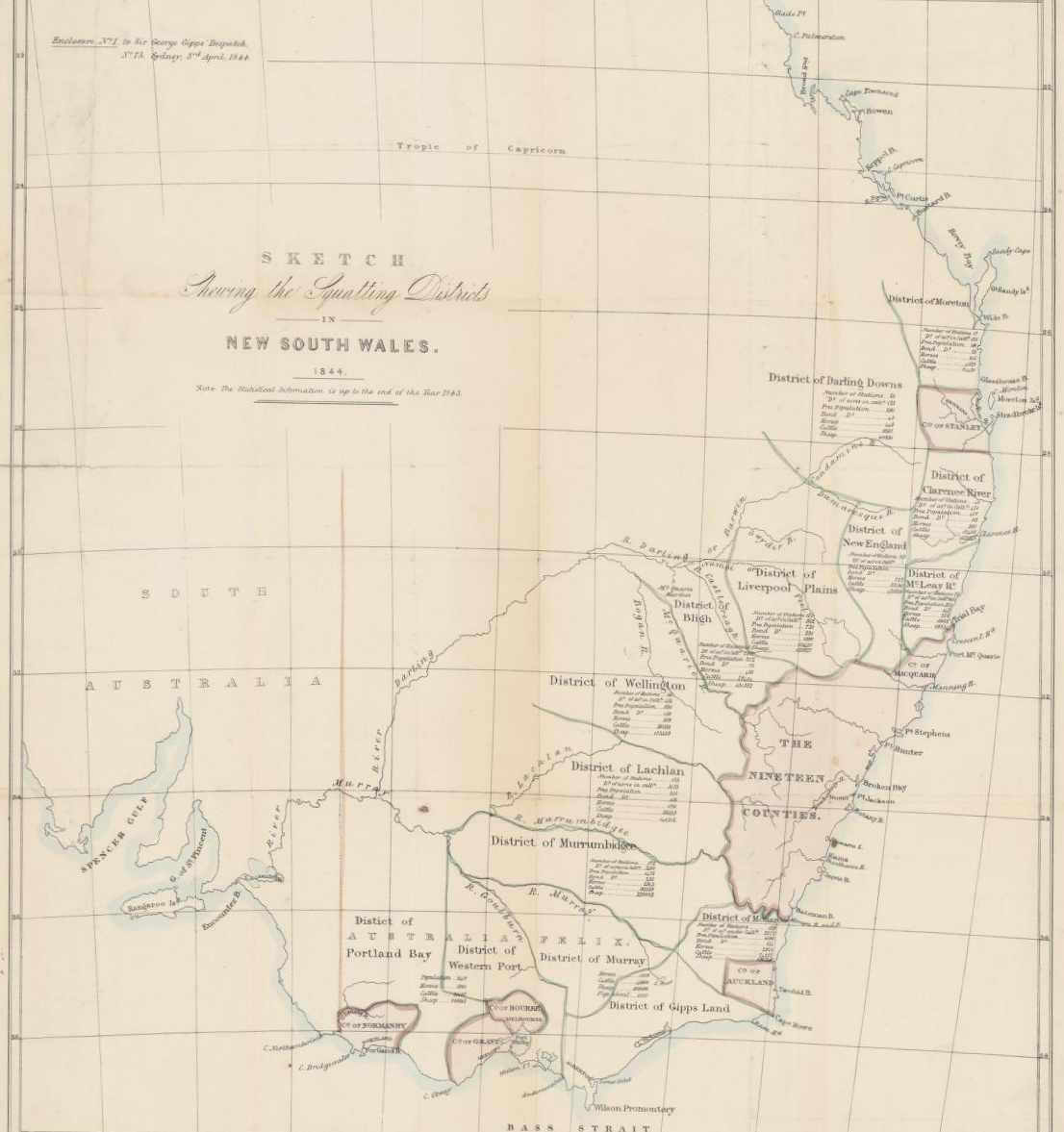
Мапа самочинно заселених районів (дистриктів) поза межами Дев'ятнадцяти округів, Новий Південний Уельс. 1844 рік.

Від свого заснування Колонія займала більшу частину австралійського континента, але протягом XIX століття на її теренах була створена низка колоній і територій, що призвело до формування сучасного Нового Південного Уельсу.
1825 року генерал Ральф Дарлінг був призначений губернатором Нового Південного Уельсу. Того ж року він відвідав Гобарт-Таун. 3 грудня проголошене створення нової колонії Земля Ван-Дімена, в якій Дарлінг був губернатором протягом трьох днів.
15 серпня 1834 року британський парламент прийняв закон (англ. South Australia Act 1834 (4&5 Will. IV c. 95)) про колонізацію нової провінції та встановив її межі. Цей документ започаткував провінцію Південна Австралія, створення якої було проголошено 28 грудня 1836 року.
16 листопада 1840 року британський уряд видав Статут для колонії Нова Зеландія, в якому зазначалося, що нова колонія буде відділена від Нового Південного Уельсу 1 липня 1841 року.
1 липня 1851 року були видані виконавчі листи для проведення виборів першої Вікторіанської Законодавчої Ради, а також проголошене створення нової колонії Вікторія, відокремленої від Нового Південного Уельсу.
Між 1851 і 1854 роками відбулися дев'ять громадських зборів на підтримку відокремлення Квінсленда від Нового Південного Уельсу. 6 червня 1859 року королева Вікторія підписала грамоту про окрему колонію Квінсленд. Брисбен був названий столицею. 10 грудня 1859 року прокламація була зачитана британським письменником Джорджем Боуеном, яка формально дала початок незалежності Квінсленда від Нового Південного Уельсу.